# Corticaria cretica
Corticaria cretica es una especie de coleóptero de la familia Latridiidae.

## Distribución geográfica
Habita en Grecia.